# Трибунцов Атварс Володимирович
Атварс Володимирович Трибунцов (латис. Atvars Tribuncovs; нар. 14 жовтня 1976, Огре, СРСР) — латвійський хокеїст, захисник, згодом тренер. 
Вихованець хокейної школи «Пардаугава» (Рига). Виступав за ХК «Рига 2000», «Спартак» (Москва), «Гермес» (Коккола), «Лукко» (Раума), «Салават Юлаєв» (Уфа), ХК «Мора», «Кярпят» (Оулу), «Ферьєстад» (Карлстад), «Лада» (Тольятті), МОДО, «Динамо» (Рига), ХК «Шеллефтео», ХК «Карлови Вари», ХК «Хомутов», «Концепт» (Рига), ХК «Гомель».
У складі національної збірної Латвії учасник зимових Олімпійських ігор 2002 і 2006, учасник чемпіонатів світу 1998, 1999, 2000, 2001, 2002, 2003, 2004, 2005, 2006 і 2007. У складі молодіжної збірної Латвії учасник чемпіонату світу 1995 (група C1). У складі молодіжної збірної Латвії учасник чемпіонату Європи 1994 (група C).